# Глиньково (Могилёвская область)
Гли́ньково (бел. Глінькава) — деревня в составе Ректянского сельсовета Горецкого района Могилёвской области Республики Беларусь.

## Население
- 1999 год — 70 человек
- 2010 год — 41 человек